# 12944 Robwalrecht
12944 Robwalrecht eller 6745 P-L är en asteroid i huvudbältet som upptäcktes den 24 september 1960 av den nederländsk-amerikanske astronomen Tom Gehrels och det nederländska astronomparet Ingrid van Houten-Groeneveld och Cornelis Johannes van Houten vid Palomarobservatoriet. Den är uppkallad efter Rob Walrecht.
Den tillhör asteroidgruppen Themis.